# Дворец Броньяр
Дворец Броньяр (фр. Palais Brongniart), ранее носивший название Биржевого дворца, — здание, окружённое колоннадой коринфского ордера постройки 1807—1825 годов. Ранее в нём находилась Парижская фондовая биржа. «Дворец Броньяр» расположен в квартале Вивьенн 2-го округа Парижа.

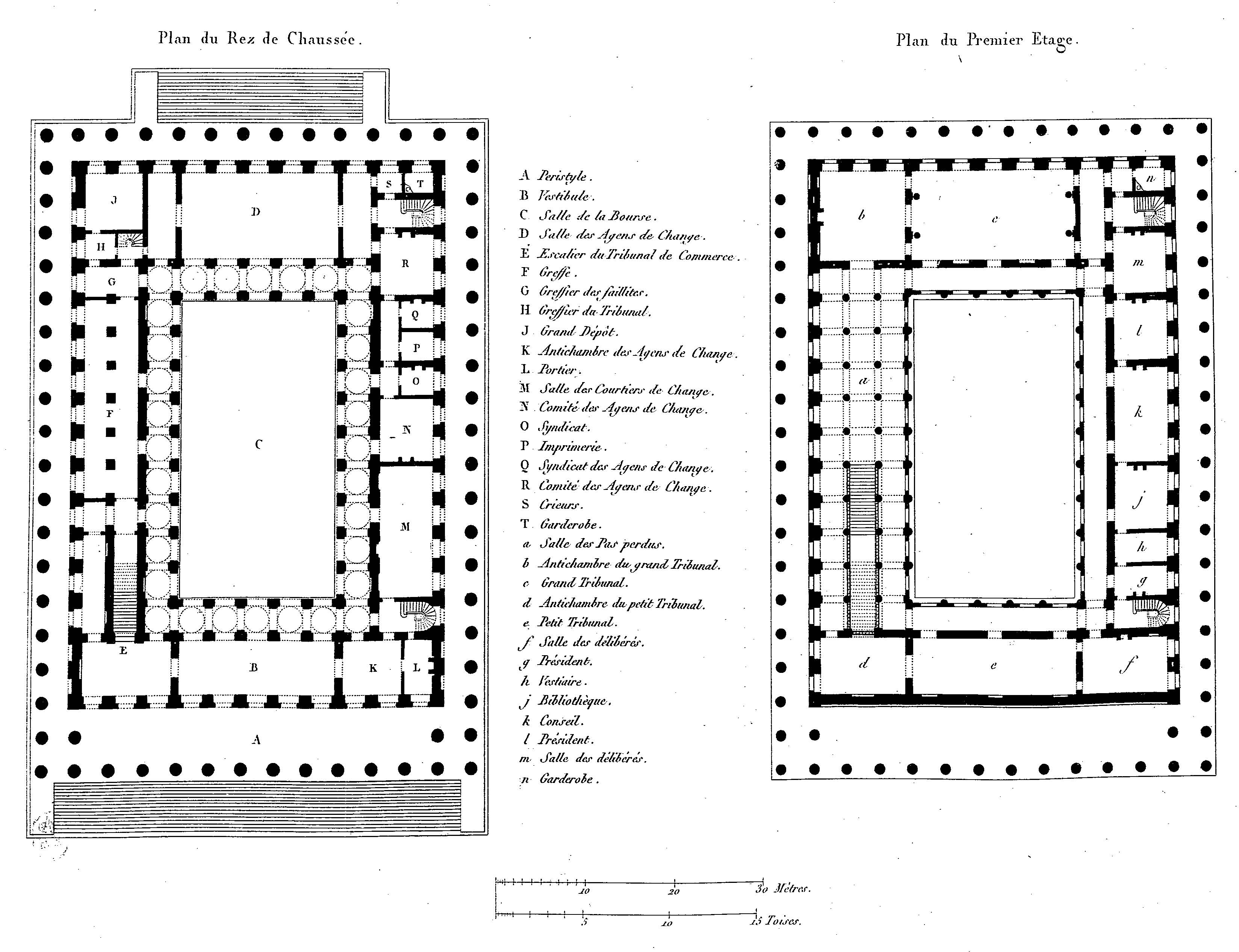
План дворца

Назван в честь архитектора Александра Теодора Броньяра, начавшего строительство дворца в 1807 году на месте бывшего монастыря (couvent des Filles de Saint Thomas), но не закончившего постройку — Броньяр умер 6 июня 1813 года. Далее строительством занимался Элуа Лабарр (Éloi Labarre), завершивший дворец в ноябре 1825 года с помощью Л.-И. Леба.
Композиция Биржевого дворца уникальна. Она представляет собой крестообразный в плане объём (размеры прямоугольника 69 х 41 м), окружённый не четырьмя портиками, что было бы логичным, а сплошной колоннадой коринфского ордера из 64 колонн, которая отступает от стен здания, несущих перекрытие. Такой приём не использовали ни греки, ни римляне. В античных периптерах кровля через антаблемент опирается непосредственно на колонны. Новаторский приём помимо Биржи Броньяра известен в истории архитектуры только дважды. Его использовал мегаломан К.-Н. Леду в одном из проектов (около 1790 года) и, позднее, Ж.-Ф. Тома де Томон в здании Биржи на стрелке Васильевского острова в Санкт-Петербурге, колоннада которого как бы «распространяется» в окружающий пейзаж (1801—1804). Вероятно, Броньяру были знакомы оба примера.
Интерьер биржи опоясывают двухъярусные галереи, которые через мощные падуги, расписанные Александром Абель де Пюжолем, поддерживают плафон с верхним светом. Владеющая фондовой биржей фирма «Euronext» полностью компьютеризировала работу биржи и использует высвободившиеся залы дворца для проведения конференций, семинаров и деловых встреч.

## Галерея

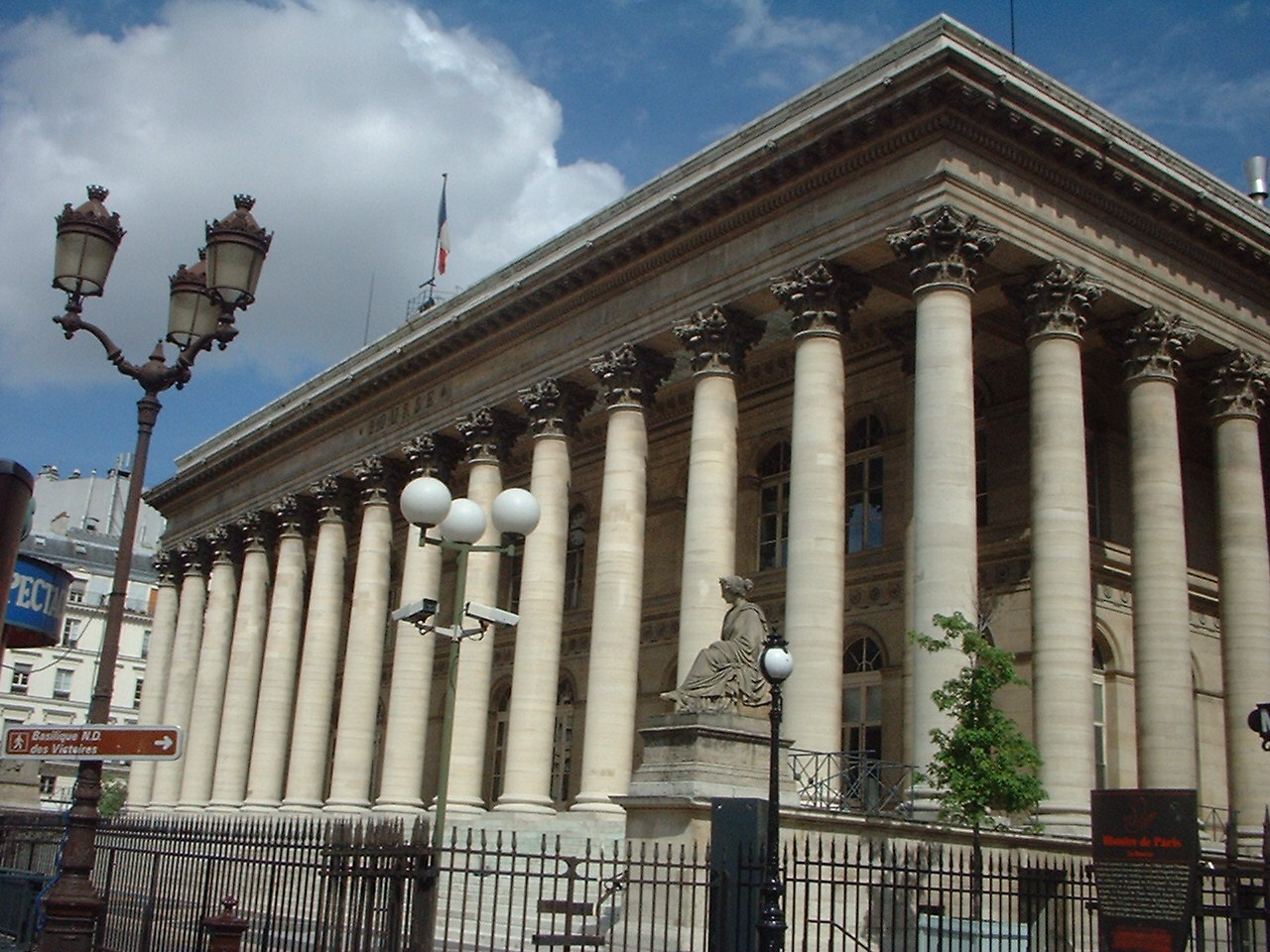
Дворец Броньяр. 1807—1825. Париж. Архитекторы Александр-Теодор Бронньяр и Элуа Лабарр
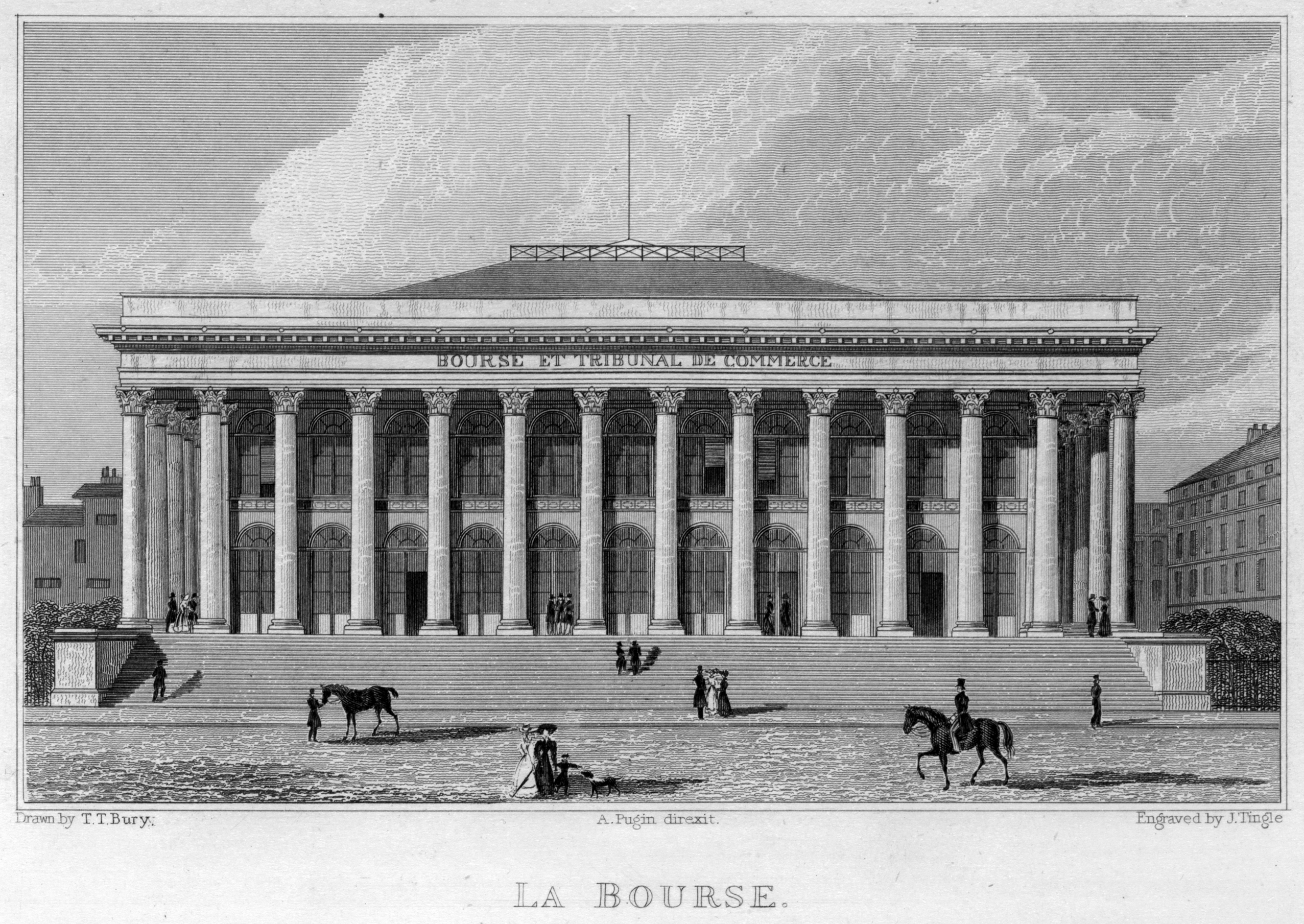
Биржа в Париже. Гравюра по рисунку О. Пьюджина. 1831
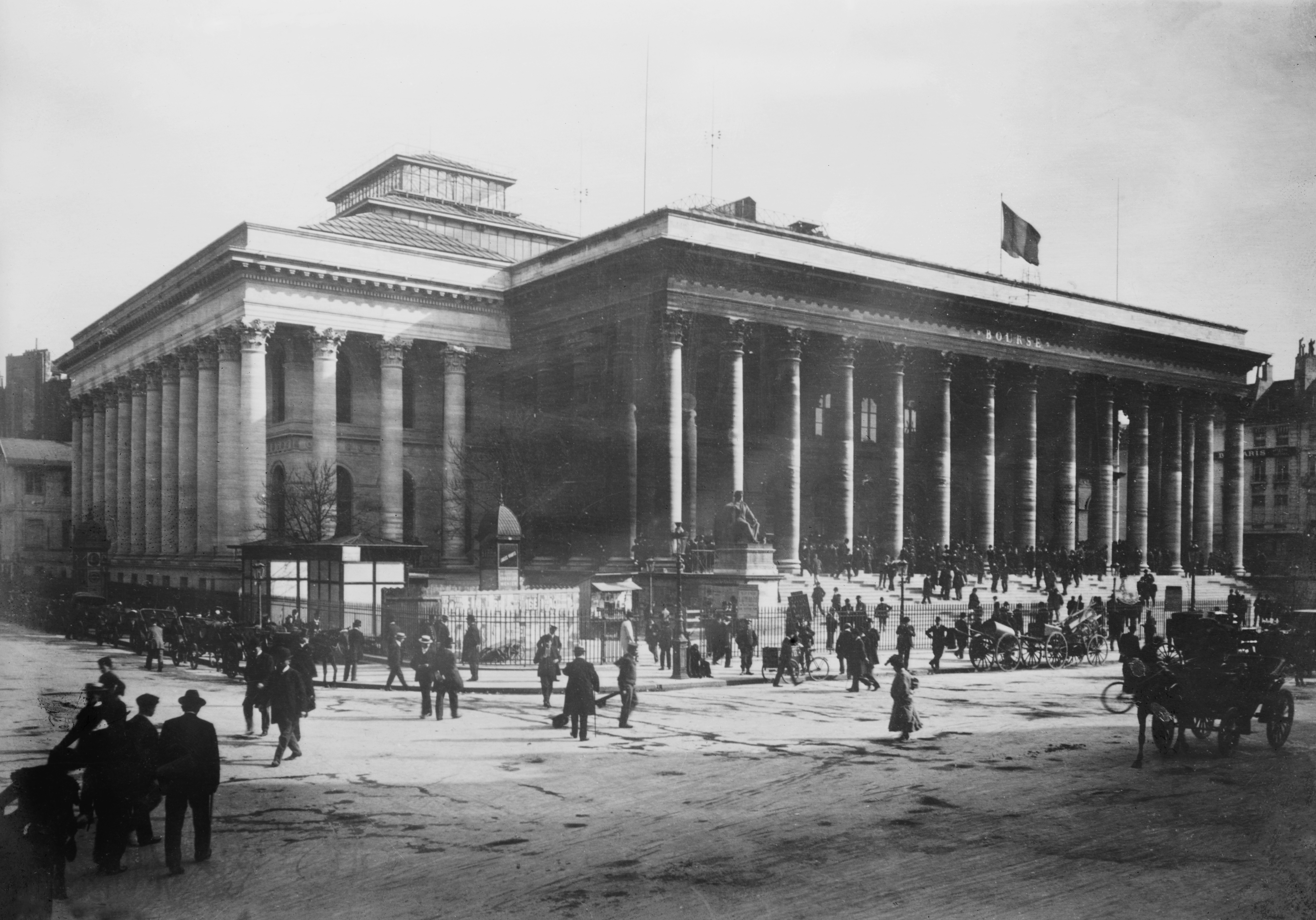
Фотография конца XIX в.
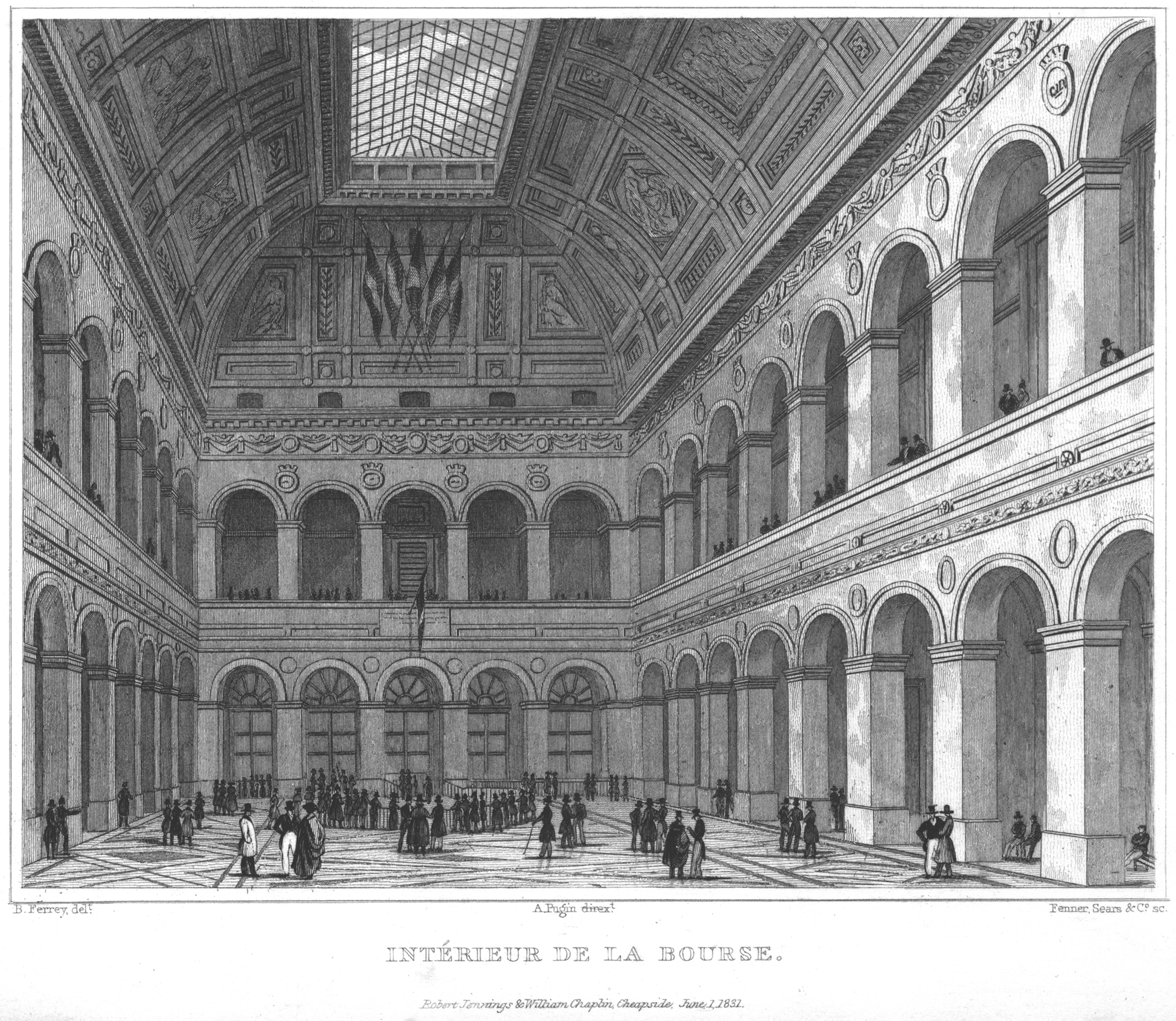
Интерьер. Гравюра по рисунку О. Пьюджина
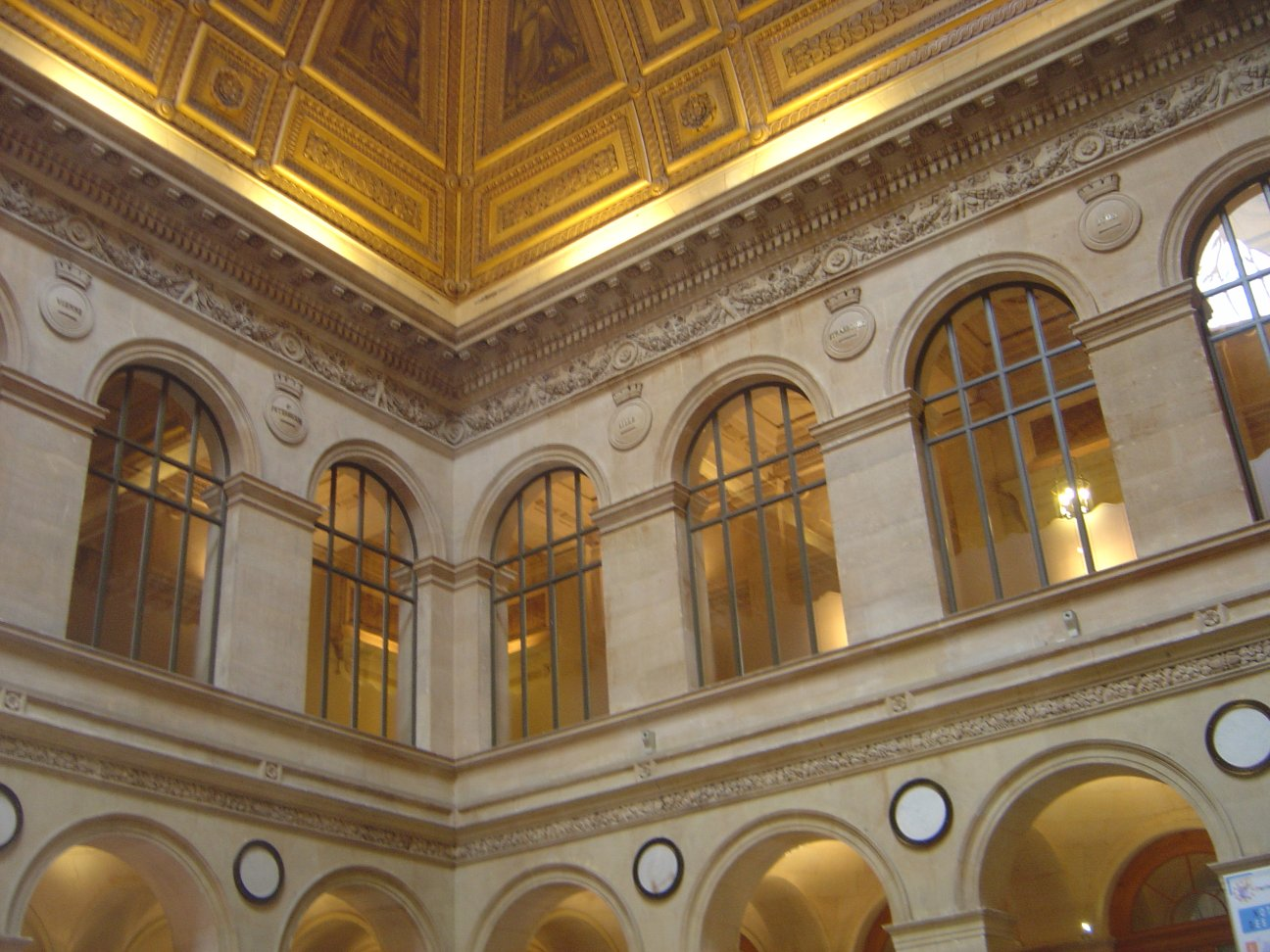
Дворец Броньяр. Интерьер
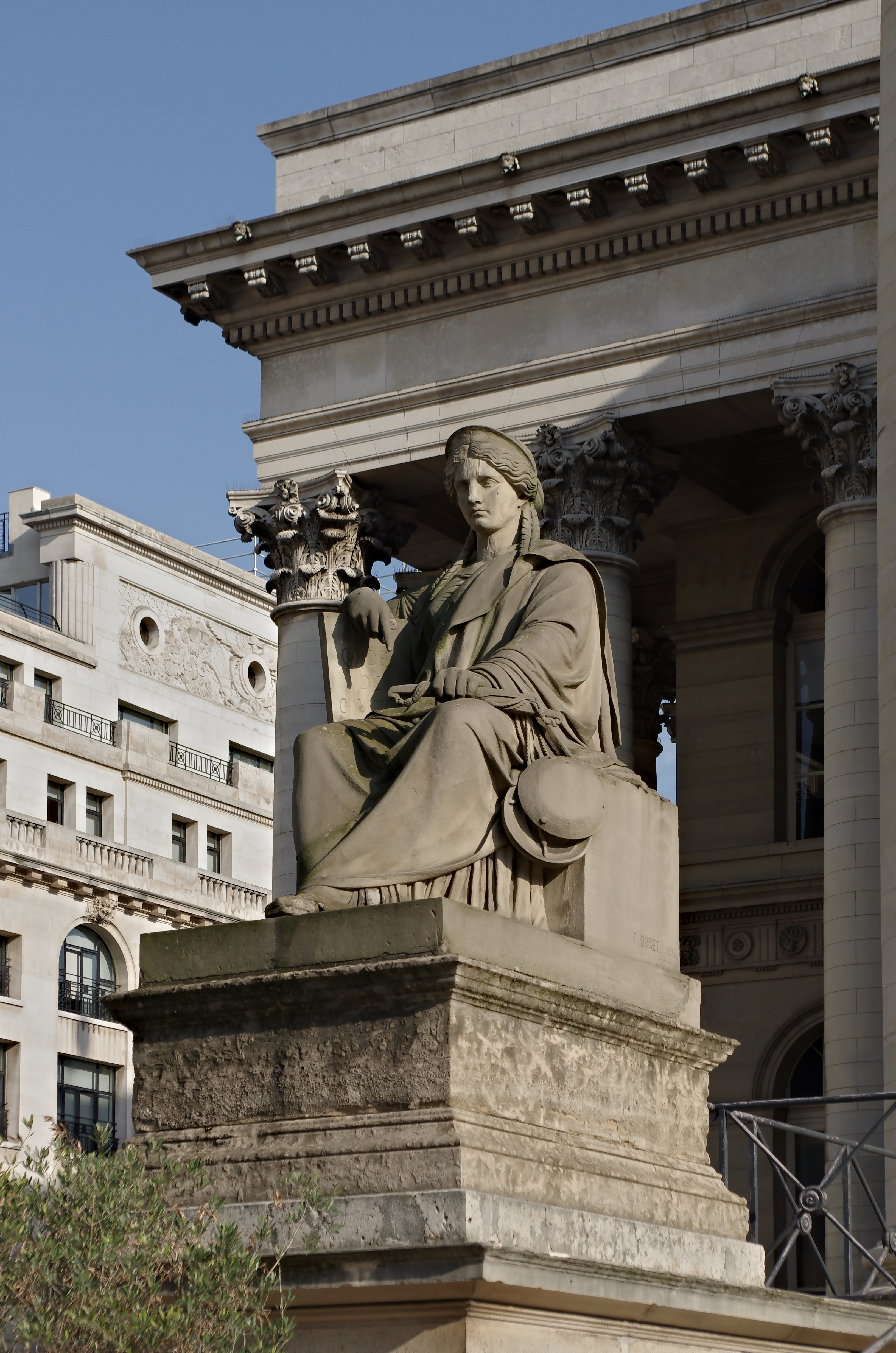
Ф.-Ж. Дюре. Скульптура «Юстиция». 1851
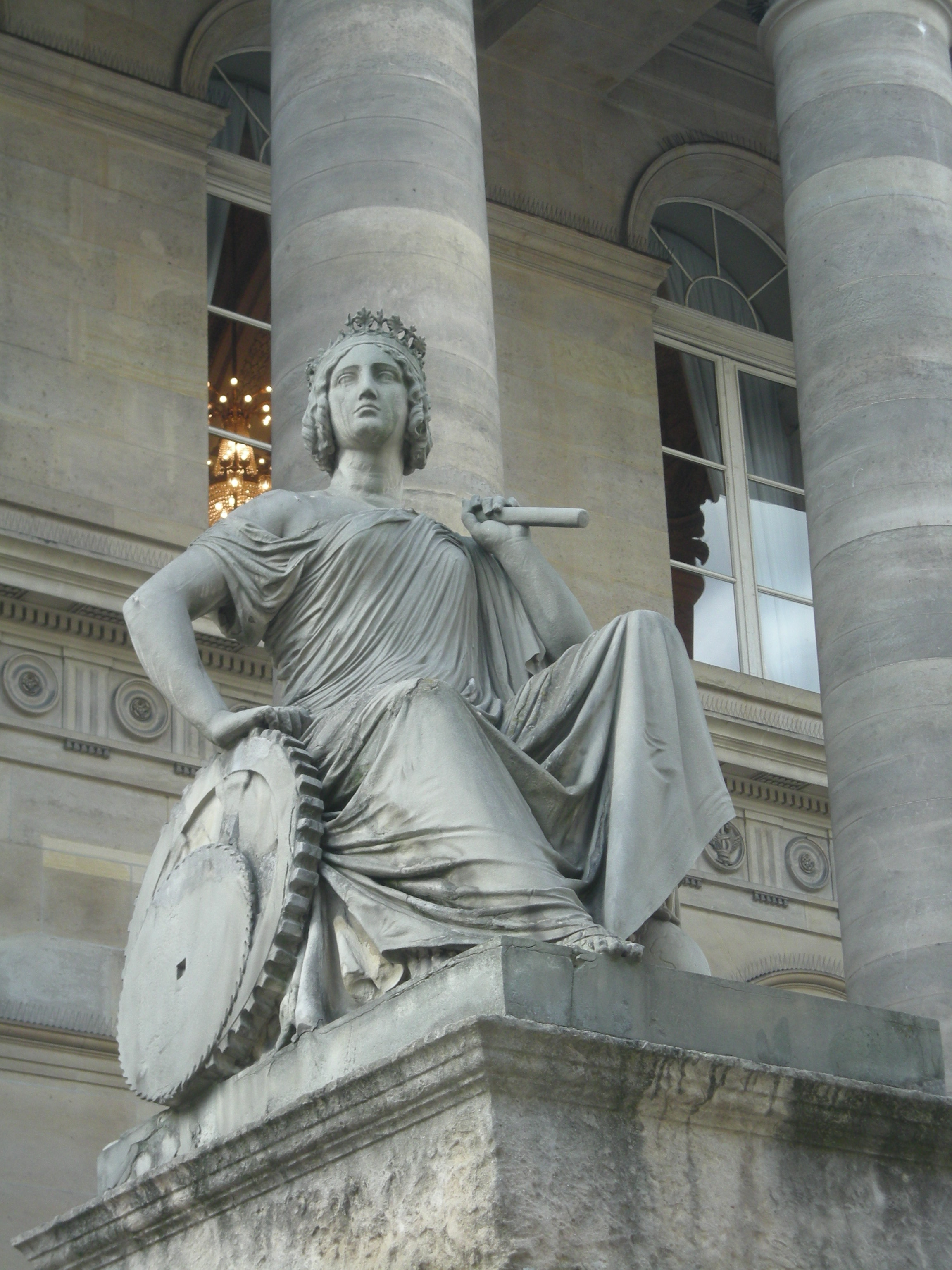
Ж.-Ж. Прадье. Скульптура «Промышленность». 1851
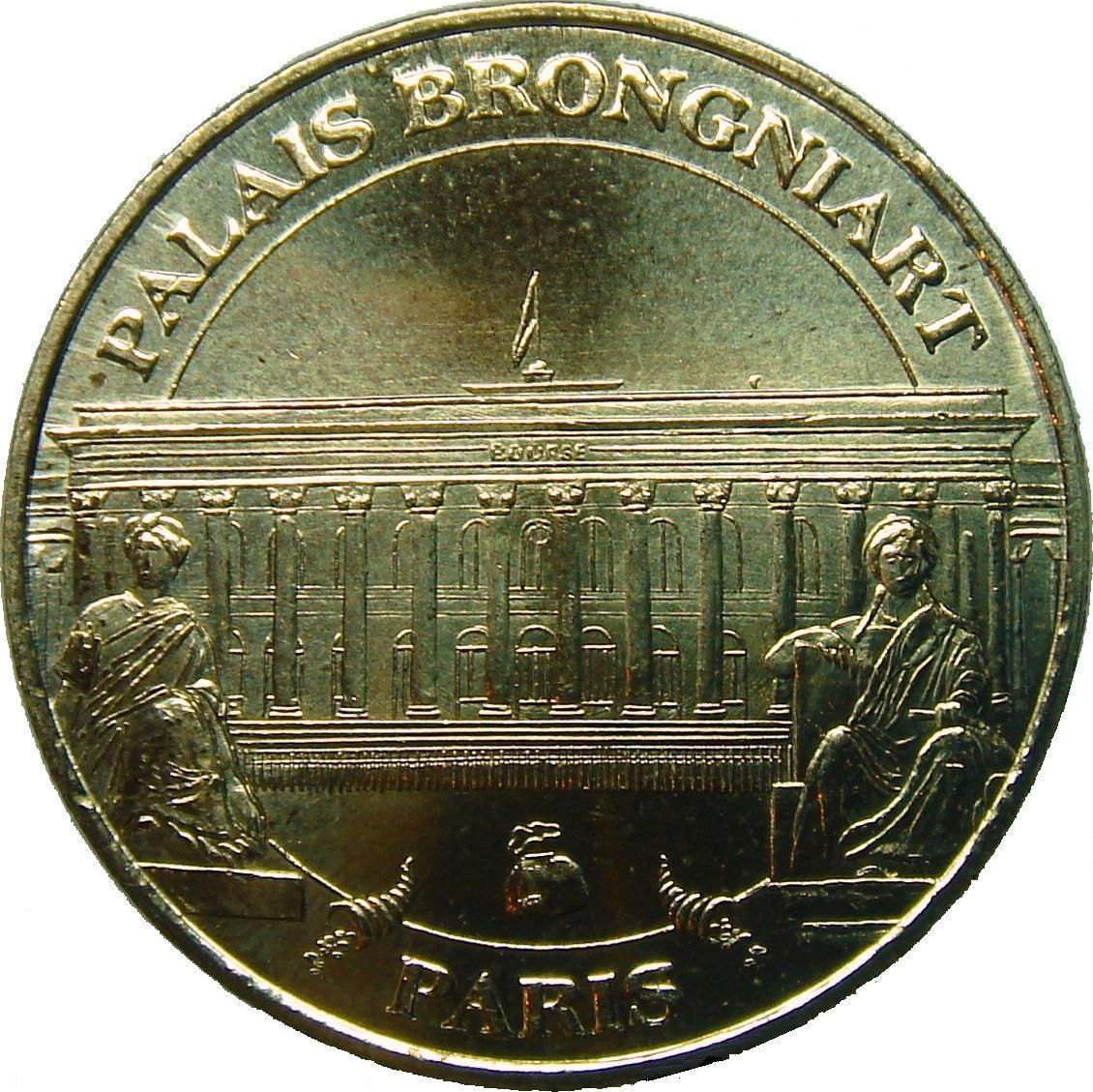
Дворец Броньяр. Памятная медаль